# 景福 (乾隆進士)
景福（？—1783年），字介之，瓦尔喀瓜尔佳氏，满洲镶白旗人，清朝官员、進士出身。

## 生平
乾隆十五年，鄉試中舉；乾隆十七年，登進士，改翰林院庶吉士。乾隆二十二年，任翰林院編修、翰林院侍講。次年任翰林院侍講學士、日講起居注官、翰林院侍讀學士。乾隆二十四年，任廣東鄉試副考官。次年改雲南鄉試正考官。乾隆二十六年，任詹事府詹事。乾隆二十七年，改提督山西學政。乾隆三十一年，任大理寺卿。乾隆三十三年，任都察院左副都御史、順天鄉試副考官、提督江蘇學政。乾隆三十六年，授雲騎尉。次年，任盛京工部侍郎。乾隆四十年，任兵部右侍郎、經筵講官。次年署鑲黃旗滿洲副都統、任正紅旗蒙古副都統、署禮部左侍郎。乾隆四十二年，任光祿大夫。乾隆四十八年，任咸安宮副總裁、兼管理太僕寺事務。

## 家庭
- 父傅隆阿，乾隆己未进士；
- 子湛露，直隶霸昌道；
- 儿媳正黄旗满洲董鄂氏，内务府大臣誠泰之女，乾隆壬辰进士、两江总督铁保，乾隆辛丑进士、侍郎玉保之妹；[2]
- 一女嫁福长安为妻，一女嫁副都统薩喇善之孙庫倫办事大臣宗室阔普通武为妻；一女嫁镶蓝旗满洲博尔济吉特氏（父乾隆十七年（1752年）壬申恩科进士博明）。
- 外孙宗室善寶，任城守尉。
- 孫承志。